# كارل الرابع عشر يوهان
كارل الرابع عشر يوهان (Karl XIV Johan؛ باو، 26 يناير 1763 - استوكهولم، 8 مارس 1844) ملك السويد (باسم كارل الرابع عشر يوهان) وملك النرويج (باسم كارل الثالث يوهان) من عام 1818 حتى وفاته. قبل أن يصبح ملكاً، كان أيضا أمير بونتيكورفو في جنوب إيطاليا بين عامي 1806 و 1810.
ولد باسم جان برنادوت، ولتمييزه شقيق الحامل لنفس الاسم تمت إضافة اسم بابتيست وكان الاسم الكامل جان بابتيست جول برنادوت بحلول الوقت أيضاً أضيف كارل بعد تبنيه السويدي في 1810. ولم يستخدم اسم عائلته برنادوت في السويد ولكنه أسس السلالة الملكية هناك بهذا الاسم.
خدم برنادوت الفرنسي بالمولد طويلا في الجيش الفرنسي. عـينه نابليون الأول مارشال فرنسا، على الرغم من العلاقة مضطربة بينهما. انتهت خدمته في فرنسا في 1810، عندما انتخب وريث للعرش السويدي لأن العائلة المالكة السويدية القديمة كانت على وشك الاختفاء مع الملك كارل الثالث عشر. طالب البارون كارل أوتو مورنر (22 مايو 1781 - 17 أغسطس 1868) أحد رجال الحاشية الملكية السويدية والبرلماني المغمور بالخلافة.

## روابط خارجية
- كارل الرابع عشر يوهان على موقع الموسوعة البريطانية (الإنجليزية)